# Абрахам Ван Хельсинг
А́брахам Ван Хе́льсинг (англ. Abraham Van Helsing) — герой романа «Дракула» Брэма Стокера и многочисленных экранизаций романа. Доктор, философ-метафизик, специалист по оккультизму.
В момент начала романа (пребывания Джонатана Харкера в Трансильвании) профессор Ван Хельсинг находится в Амстердаме. По просьбе доктора Сьюарда приехал для обследования Люси Вестенра (англ. Lucy Westenra), был представлен как «специалист по таинственным заболеваниям». Именно Абрахам Ван Хельсинг увидел в «заболевании» Люси признаки укусов вампира. Доктор делал всё, что мог ради спасения тела и души бедной Люси.
В качестве возможного прототипа Ван Хельсинга американский религиовед, автор «Энциклопедии вампиров» Джон Гордон Мелтон рассматривает венгерского историка Арминиуса Вамбери, оказавшего влияние на Стокера рассказами и книгой о Венгрии.

## Актёры, исполнявшие его роль
- Эдвард Ван Слоун — «Дракула» (1931), «Дочь Дракулы» (1936)
- Питер Кушинг — «Дракула» (1958), «Невесты Дракулы» (1960)
- Герберт Лом — «Граф Дракула» (1970)
- Найджел Дэвенпорт — «Дракула» (1973)
- Фрэнк Финлей — «Граф Дракула» (телесериал, 1977)
- Лоренс Оливье — «Дракула» (1979)
- Энтони Хопкинс — «Дракула Брэма Стокера» (1992)
- Мэл Брукс — «Дракула, мёртвый и довольный этим» (1995)
- Кристофер Пламмер — «Дракула 2000» (2000)
- Каспер Ван Дьен — «Дракула 3000» (2004)
- Хью Джекман — «Ван Хельсинг» (2004)
- Пьер Флин[фр.] — «Дракула: Между любовью и смертью» (2005) — квебекский мюзикл Брюно Пеллетье по мотивам романа Брэма Стокера
- Дэвид Суше — «Дракула» (2006)
- Дэвид Кэррадайн — «Секта Сатаны» (2006)
- Уве Крёгер — «Dracula das musical» (2007)
- Эмерик Рибо — «Дракула: любовь сильнее смерти» (2011) — французский мюзикл по мотивам романа Брэма Стокера
- Рутгер Хауэр — «Дракула 3D» (2012)
- Томас Кречман — «Дракула» (2013)
- Джим Гэффиган — «Монстры на каникулах 3: Море зовёт» (2018) (озвучивание)
- Долли Уэллс — «Дракула (телесериал, 2020)» - сестра Агата Ван Хельсинг / доктор Зои Ван Хельсинг

## Сходные персонажи
- Питер Кушинг (Лоуренс Ван Хельсинг, Лорример Ван Хельсинг) — «Дракула, год 1972» (1972), «Дьявольские обряды Дракулы» (1973), «Семь золотых вампиров» (1974)
- Брюс Кэмпбелл (Роберт Ван Хельсинг) — «Закат: Вампиры в изгнании» (1989)
- Род Стайгер (Фредерик Ван Хельсинг) — «Нежить» (1998)
- Роберт Кэррадайн (Малахия Ван Хельсинг) — «У мамы свидание с вампиром» (2000)
- Хью Джекман (Гэбриэл Ван Хельсинг) — «Ван Хельсинг» (2004)
- Майкл Берриман (Руперт Ван Хельсинг) — «Байки из склепа», 3 сезон, 7 серия «Вампир поневоле»
- Стив Хоуи (Стан Хельсинг) — «Стан Хельсинг» (2009)
- Малкольм Макдауэлл (Эдди Ван Хельсинг) — «Глоток» (2009)
- Джон Войт (Леонардо Ван Хельсинг) — «Дракула: Тёмный принц» (2013)
- Доктор Ван Хельсинг — анимационный фильм «Носферату. Ужас ночи» (2010)
- Интегра Фэйрбрук Уингейтс Хеллсинг — манга, аниме- и OVA-адаптации «Hellsing»

## Прочее
- Название организации «Хеллсинг» (англ. Hellsing) из одноимённой манги образовано слиянием фамилии охотника на вампиров (Helsing) и английского слова «ад» (Hell).